# Arctic Race of Norway 2016
Das 4. Arctic Race of Norway 2016 war ein norwegisches Straßenradrennen. Das Etappenrennen fand vom 11. bis zum 14. August 2016 statt. Zudem gehörte das Radrennen zur UCI Europe Tour 2016 und dort in der Kategorie 2.HC eingestuft.

## Teilnehmende Mannschaften
| WorldTeams (11)- Katusha - Astana - BMC Racing Team - Dimension Data - IAM Cycling - FDJ - Tinkoff - Sky - Giant-Alpecin - Lotto NL-Jumbo - Trek-Segafredo Professional Continental Teams (7)- Stölting Service Group - Fortuneo-Vital Concept - Bora-Argon 18 - Direct Énergie - Wanty-Groupe Gobert - Topsport Vlaanderen-Baloise - ONE Pro Cycling Continental Teams (4)- Joker Byggtorget - Coop-Øster Hus - Sparebanken Sør - Ringeriks-Kraft |
| |

## Etappen
| Etappe    | Datum    | Etappenorte                  | type            | Länge (km) | Etappensieger      | Gesamtführender    |
| --------- | -------- | ---------------------------- | --------------- | ---------- | ------------------ | ------------------ |
| 1. Etappe | 11. Aug. | Fauske – Rognan              | Flachetappe     | 180,5      | Alexander Kristoff | Alexander Kristoff |
| 2. Etappe | 12. Aug. | Mo i Rana – Sandnessjøen     | Flachetappe     | 198,5      | Danny van Poppel   | Danny van Poppel   |
| 3. Etappe | 13. Aug. | Nesna – Korgfjellet          | Hügelige Etappe | 160        | Gianni Moscon      | Gianni Moscon      |
| 4. Etappe | 14. Aug. | Das Polarkreiszentrum – Bodø | Flachetappe     | 193        | John Degenkolb     | Gianni Moscon      |

## Gesamtwertung
| \| Gesamtwertung \| Gesamtwertung \| Gesamtwertung \| Gesamtwertung \| Gesamtwertung \| \| Fahrer \| Fahrer \| Land \| Team \| Zeit \| \| ------------- \| -------------------- \| ------------- \| --------------------------- \| ---------------- \| \| 1. \| Gianni Moscon \| Italien \| Team Sky \| 17 h 13 min 57 s \| \| 2. \| Stef Clement \| Niederlande \| IAM Cycling \| + 15 s \| \| 3. \| Oscar Gatto \| Italien \| Tinkoff \| + 30 s \| \| 4. \| Martin Elmiger \| Schweiz \| IAM Cycling \| + 34 s \| \| 5. \| Odd Christian Eiking \| Norwegen \| FDJ \| + 34 s \| \| 6. \| Sebastián Henao \| Kolumbien \| Team Sky \| + 38 s \| \| 7. \| Preben Van Hecke \| Belgien \| Topsport Vlaanderen-Baloise \| + 41 s \| \| 8. \| Philippe Gilbert \| Belgien \| BMC Racing Team \| + 41 s \| \| 9. \| Reto Hollenstein \| Schweiz \| IAM Cycling \| + 41 s \| \| 10. \| Amaël Moinard \| Frankreich \| BMC Racing Team \| + 41 s \| |                      |             |                             |                  |
| |                      |             |                             |                  |
| Quelle: ProCyclingStats |                      |             |                             |                  |
| Gesamtwertung |                      |             |                             |                  |
| Fahrer | Fahrer               | Land        | Team                        | Zeit             |
| 1. | Gianni Moscon        | Italien     | Team Sky                    | 17 h 13 min 57 s |
| 2. | Stef Clement         | Niederlande | IAM Cycling                 | + 15 s           |
| 3. | Oscar Gatto          | Italien     | Tinkoff                     | + 30 s           |
| 4. | Martin Elmiger       | Schweiz     | IAM Cycling                 | + 34 s           |
| 5. | Odd Christian Eiking | Norwegen    | FDJ                         | + 34 s           |
| 6. | Sebastián Henao      | Kolumbien   | Team Sky                    | + 38 s           |
| 7. | Preben Van Hecke     | Belgien     | Topsport Vlaanderen-Baloise | + 41 s           |
| 8. | Philippe Gilbert     | Belgien     | BMC Racing Team             | + 41 s           |
| 9. | Reto Hollenstein     | Schweiz     | IAM Cycling                 | + 41 s           |
| 10. | Amaël Moinard        | Frankreich  | BMC Racing Team             | + 41 s           |

## Wertungstrikots
| Etappe         | Etappensieger      | Gesamtwertung      | Punktewertung      | Bergwertung      | Nachwuchswertung | Teamwertung |
| -------------- | ------------------ | ------------------ | ------------------ | ---------------- | ---------------- | ----------- |
| 1              | Alexander Kristoff | Alexander Kristoff | Alexander Kristoff | Tom Van Asbroeck | Danny van Poppel | Team Sky    |
| 2              | Danny van Poppel   | Danny van Poppel   | Danny van Poppel   | Kevin Van Melsen | Danny van Poppel | Team Sky    |
| 3              | Gianni Moscon      | Gianni Moscon      | Danny van Poppel   | Tom Van Asbroeck | Gianni Moscon    | Team Sky    |
| 4              | John Degenkolb     | Gianni Moscon      | John Degenkolb     | Tom Van Asbroeck | Gianni Moscon    | Team Sky    |
| Wertungssieger | Wertungssieger     | Gianni Moscon      | John Degenkolb     | Tom Van Asbroeck | Gianni Moscon    | Team Sky    |